# Landwehr (Basse-Saxe)
Pour les articles homonymes, voir Landwehr (homonymie).
Landwehr est une municipalité allemande du land de Basse-Saxe et l'arrondissement de Hildesheim. En 2014, elle comptait 538 habitants.